# 喬治彎貝介
喬治彎貝介（学名：Loxoconcha georgei）为彎貝介科彎貝介屬下的一个种。